# キング (アメリカ合衆国の音楽グループ)
キング（KING：英字での表記は大文字を用いる）は、2011年から活動しているアメリカ合衆国のR&B・ボーカル・グループ。双子であるアンバー (Amber) とパリス (Paris) のストローザー (Strother) 姉妹に、その友人アニータ・バイアス (Anita Bias) が加わった3人から成る。

## 経歴
ストローザー姉妹はミネソタ州ミネアポリス、アニータ・バイアスはカリフォルニア州コンプトンの出身である。
パリス・ストローザーはバークリー音楽大学出身で、プロデューサー役を務め、楽曲も彼女を中心にメンバー3人で作っている。
2011年に、自分たちの独立レーベルから3曲入りデジタルEP「The Story」をリリースし、各方面から注目された。ザ・ルーツのドラマーで、音楽プロデューサーでもあるクエストラブは、早くから彼女たちを高く評価し、プリンスは自身のイングルウッド における公演の前座に彼女たちを抜擢、エリカ・バドゥもラジオ番組で彼女たちを絶賛した。また、ジャム&ルイスのジミー・ジャムも彼女たちを評価する発言をしている。
当初は2014年のリリースが見込まれていた初めてのデビュー・アルバムは、発表が遅れ、結局2016年2月5日に『We Are KING』としてリリースされ、日本でも3月2日にP-VINEから日本盤が出て、5月には来日公演も行われた。